# Trichoniscus sujensis
Trichoniscus sujensis är en kräftdjursart som beskrevs av Alessandro Brian 1926. Trichoniscus sujensis ingår i släktet Trichoniscus och familjen Trichoniscidae. Inga underarter finns listade i Catalogue of Life.